# 대한민국 민법 제247조
대한민국 민법 제247조는 소유권취득의 소급효, 중단사유에 대한 민법 물권법 조문이다. 점유취득시효의 소급효를 규정하고 있는 민법 제247조 제1항에 대해 통설적인 견해는 상대적 소급설을 취하며 취득시효의 효과는 모든 법률관계에서 절대적으로 소급하는 것은 아니고 취득시효의 인정취지(취득시효의 존재이유)의 범위 내에서만 인정되는 상대적인 것으로 파악한다.

## 조문
제247조(소유권취득의 소급효, 중단사유) ① 전2조의 규정에 의한 소유권취득의 효력은 점유를 개시한 때에 소급한다.
②소멸시효의 중단에 관한 규정은 전2조의 소유권취득기간에 준용한다.

## 참고 문헌
- 김도훈. "부동산 점유취득시효에 관한 소고 – 민법 제245조 제1항과 제247조 제1항의 개선을 중심으로 –." 홍익법학 25.3 (2024): 63-92.
- 오현수, 일본민법, 진원사, 2014. ISBN 978-89-6346-345-2
- 오세경, 대법전, 법전출판사, 2014 ISBN 978-89-262-1027-7
- 이준현, LOGOS 민법 조문판례집, 미래가치, 2015. ISBN 979-1-155-02086-9

## 같이 보기
- 소멸시효